# 홍가신
홍가신(洪可臣, 1541년 ~ 1615년)은 조선 중기의 성리학자이자 문신, 문인이다. 임진왜란 초기에 의병을 일으켰고, 1596년에는 이몽학의 난 진압에 참여하였다. 허엽, 민순의 문인으로 서경덕의 재전제자이며, 이황의 문하에서도 수학하였다. 중종 때의 재상인 홍언필, 홍섬은 각각 재종조부와 재종숙부가 된다. 자(字)는 흥도(興道), 호는 만전당(晩全堂), 만전(晩全), 간옹(艮翁), 본관은 남양이다. 시호는 문장(文莊)이다.
허엽의 문하에서 수학했고, 민순의 문하에서도 수학하여 화담 서경덕의 재전제자였으며, 뒤에 퇴계 이황을 찾아가 성리학을 수학하였다. 1567년(명종 22년) 명종 때 진사시에 합격하여 성균관에서 수학하였다. 그는 학행으로 천거되어 관직에 올라 1571년(선조 4년) 강릉참봉(康陵參奉)이 되었으며, 1573년 선조 때 예빈시주부(禮賓寺主簿)를 거쳐 형조좌랑, 사헌부지평, 1584년 안산군수(安山郡守), 수원부사(水原府使) 등을 지냈다. 안산군수 재직 중 근무성적 최상을 받았고, 수원부사가 되어 구황의 공으로 표창을 받았으나 정여립과 친분이 두터웠다는 이유로 1589년 정여립의 모반 사건 때 파직되었다. 그러나 그는 기축옥사로 죽은 인물 중 이발에게 자신의 옷을 벗어 주었고, 이발 형제가 옥사하자 주변의 만류에도 불구하고 직접 이발의 시신을 염습하고 장례를 치러주었다.
1592년(선조 25년) 4월 임진왜란이 터지자 집안이 가난하여 임금의 의주파천을 따라가지 못하였다. 그는 남양으로 가서 의병을 일으켜 왜군과 싸워 왜군의 수급을 베었다. 1593년(선조 26년) 파주목사가 되어 군량미가 없어 굶는 명나라 군사들의 문제를 해결해주었고 1594년(선조 27년) 다시 홍주목사가 되어 1596년 이몽학(李夢鶴)이 반란을 일으키자 민병을 규합해 관군과 의병을 지휘하였고, 장수 박명현(朴名賢), 임득의(林得義) 등과 함께 이몽학의 난을 평정하고 1등 공신이 되었다. 해주목사 재직 중 각 왕자와 의빈, 각 궁 소유의 전답이 많았지만 이들에게 아부하지 않다가 끝내 사퇴하였다. 이후 강화부사, 형조참판을 거쳐 강원도관찰사에 임명되었으나 공신책록이 완료되지 않아 다시 한성부우윤으로 개차되었다. 이후 개성부유수를 두 번 지내고, 1604년에는 이전에 이몽학의 난을 평정한 공으로 청난공신 1등(淸亂功臣一等)에 녹훈되고 1605년 영원군(寧原君)에 봉해졌다. 풍증이 발병하여 여러 번 사직을 청했다가 허락을 얻지 못하고 금오당상을 거쳐 1610년(광해군 3년) 형조판서에 이르러 사직,치사(致仕)하였다. 아산으로 내려갔다가 풍증 등 지병으로 사망했다. 사후 증 우의정 겸 세자부, 영원부원군에 추증되었다.

## 생애

### 생애 초반

#### 출생과 가계
장원서장원(掌苑署掌苑) 홍온(洪昷, 사후 이조참판과 이조판서, 의정부 영의정에 거듭 추증)과 흥양 신씨(興陽申氏, 군수 신윤필(申允弼)의 딸) 사이의 아들로 태어났다. 동생은 홍경신(洪慶臣) 등이 있다.
어머니는 홍가신을 낳고는 분만(分娩) 직후 출산 후유증으로 위독해지자 여러 날 동안 신씨의 병을 돌보느라 어린 그를 돌볼 겨를이 없어서 며칠간 돌보지 못하고 방치되어 그의 가족들은 그가 죽었으리라 보았다. 며칠 뒤 신씨 부인의 병이 조금 차도가 있어서, 우연히 이불을 열고 보니 얼굴에 정채(精彩)가 돌아 모두 이상하게 여겼다 한다. 어머니 흥양신씨가 죽고 아버지 홍온은 성씨와 재혼하였다. 그는 계모 성씨도 친어머니처럼 받들어 모셨다.
8세 때에 아버지 홍온의 앞에서 시를 지어서 선보였는데, "조나라의 성벽에 갑자기 한신의 깃발이 서네.(趙壁忽竪韓信幟)"라 하였다. 아버지 홍온이 기특하게 여겼으며 얼마 뒤부터 《소학(小學)》을 시작으로 《논어 (論語)》, 《맹자 (孟子)》 등의 여러 경서(經書)를 읽었고, 사서 육경 외에도 독서를 좋아하여 춘추전국시대의 여러 자(子)의 문집, 그밖에 여러 저명 문집(文集) 등을 읽었다. 필법(筆法)과 시장(詩章)이 힘이 있었다 한다. 그의 일가는 증조부 홍한의 위업을 이을 아이라고 보고 그에게 기대를 걸게 되었다.
그는 날마다 새벽에 일어나 세수하고 의관을 정리한 뒤 머리 빗고 가묘(家廟)에 인사드렸는데, 나중에 나이들어서도 새벽에 일어나자마자 씻고 의관정제 후 가묘에 참배하는 것을 부지런히 하여 하루도 거르고 하지 않는 일이 없었다. 제사에는 반드시 친히 찬구(饌具)를 잡고서 직접 하였고, 자제나 하인에게 대신 대행(代行)하게 하지 않았다. 그 이유를 두고 그는 "어버이를 섬기고 제사 받드는 일을 어찌 남을 시켜서 하겠는가?"라고 하였다.

#### 수학과 소년기
어려서 초당 허엽(草堂 許曄)의 문하에 찾아가 글을 배웠다. 허엽의 문하에서 글을 배울 때 한번은 동배(同輩)들과 함께 갔는데, 어느날 마침 퇴계 이황(李滉)이 허엽을 방문하여 자리에 있다가 그를 가리키며 묻기를, "학생 가운데 몇 번 째 검은 옷을 입은 아이는 누구인가?"하며 한참 동안 주목(注目)하였다.
그는 문장(文章)과 사예(詞藝)를 좋아하였는데, 그 시문(詩文)은 대개 중국 전한(前漢)의 반고(班固)와 당나라 두보(杜甫)를 본받아 배우려고 했었다. 그러다 습정 민순(習靜 閔純)공의 문하에서 배우며 비로소 문장은 작은 재주라 여겨, 유교성현(聖賢)의 학문을 배우고자 하였다. 민순에 대해 평하기를 그는 주자(朱子)가 이연평(李延平)을 기린 말을 인용하여 주자께서 '연평 선생은 온화하고 겸손하며 정성스럽고 후덕하여 주위 사람이 오랫동안 함께 있어도 그 분의 한계를 볼 수 없으니, 참으로 대단한 군자이시다.'고 하였는데, 이 말이 선생의 덕행과 서로 부합된다.(溫謙慤厚, 人與之處, 久而不見其涯, 蔚然君子人也。此言與其德行相符云)' 하였다.
뒤에 다시 퇴계 이황이 한성에 체류중일 때 이황의 한양 집을 찾아가 그에게도 가르침을 받았다. 친히 이황으로부터 의형(儀形)과 음지(音旨)를 받들었으므로, 그 관감(觀感)을 얻은 유익함이 많았다고 한다. 이때부터 더욱 각고(刻苦)로 노력하여 부화(浮華)함을 버리고, 본질에 충실하려 하여 날마다 《심경 (心經)》, 《근사록 (近思錄)》과 주자서(朱子書)를 외우면서 마음속으로 명심하며 힘써 수행(修行)하는 바탕으로 삼았다. 이후 그는 그날 행할 수 있는 좋은 행실은 반드시 명백하고 통쾌하게 했으며, 공도(公道)를 따르고 편사(偏私)는 끊으려고 힘쓰면서 세상의 분화(芬華)와 성색(聲色), 화리(貨利)는 두려워하며 피하였으며 이를 보면 마치 자신이 더럽혀지는 것처럼 여겼다.

### 관례 이후
관례(冠禮)를 행한 뒤에는 그 시대의 이름난 인물, 자제들을 찾아 교류하였다. 일찍이 알성시(謁聖試)에 응시해서 편(篇)은 아직 성취되지 않고 답안을 제출할 시한은 다되자, 같이 응시한 그의 한 친구가 그에게 우리나라 사람의 명작(名作)을 모방하여 써서 내라고 권하였으나 그는 응하지 않았다. 답을 다 쓰고 났을 때에는 시간이 이미 지난 후였다. 거둔 답안 가운데 넣으려고 하자 그가 정색하며 말하기를 "지금 출신(出身)하여 임금을 섬기려고 하는데, 먼저 옳지 못한 일을 해서 임금을 속이면 되겠는가?" 라며 거절하였다.
나이 17, 18세 때 계모 성씨(成氏)가 병이 나자 극진히 병구완을 하였다. 그는 의원을 찾아가 간절한 말로 약(藥)을 물으나 쉽게 구하지 못하는 약이었다. 그러나 간절한 말로 약(藥)을 찾으니 나중에 의원이 그 성효(誠孝)에 감격하여 다른 사람에게 말하기를, 어버이 병환에 와서 약을 묻는 사람이 어찌 한정이 있겠는가만, 지성으로 사람을 감동시키기로는 홍 수재(洪秀才)만한 자가 없다고 하였다.
1567년(명종 22년) 진사시에 합격하여 진사가 되었다. 이후 과거 시험을 보지 않았는데, 이유를 알 수 없으나 광해군일기의 졸기에 의하면 그는 일찍부터 과거 시험을 단념하였다 한다. 1567년(명종 22년)에 유생이 되어 성균관에 입학, 성균관 유생으로 수학하였는데 이때 그는 말과 행동을 번번이 옛 법도에 맞게 하자, 같이 수학하는 이들 혹은 보는 사람들이 그를 보고 더러 웃었지만 그는 변함없이 행동하였다.

### 관료 생활 초반

#### 학행과 출사
1571년(선조 4년) 학행으로 천거받아 기대정(奇大鼎) 등과 함께 강릉 참봉(康陵參奉)을 제수되었고, 1573년(선조 6년) 12월에는 산림으로 6품에 승서되었다. 1574년(선조 7년)에는 재행(才行)이 뛰어나다는 이유로 예빈시주부(禮賓寺主簿)에 임명되었다가 얼마 뒤 형조좌랑(刑曹佐郞)으로 옮기고, 이후 사헌부지평을 지냈다.
1574년(선조 7년) 가을 부여현감으로 부임하였다. 대민 정책을 펼치는 한편 그는 여가에 독서하면서, 지역의 젊은이들과 이웃 고을의 선비들을 장려하여 학문을 가르쳤다. 와서 배우려는 자가 있으면 받아들여 직접 가르쳤다. 한편 부여현은 백제(百濟)의 옛 도읍지였으므로 그는 특별히 백제의 충신(忠臣) 성충(成忠), 흥수(興首), 계백(階伯)을 모신 사당을 세웠으며, 고려 말기의 정언 석탄 이존오(李存吾)가 신돈(辛旽)의 권력남용을 규탄, 배척(排斥)하다가 일찍이 이곳에 유배와서 유배살이를 한 일이 있어 이존오 역시 추가로 배향하였다. 이 일이 알려지자 조정에서는 특별시 사액(賜額)을 내려 의열사(義烈祠)라 사액하였다. 또 낙화암(落花巖) 가에다 작은 집 하나를 지어 이은정(吏隱亭)이라 이름 짓고 지역의 학자들, 문인들이 모여서 학문을 담론하고, 시문을 연마하게 하니 한두 학자들이 오다가 나중에 여러 학자들이 찾아와 소요 자적(逍遙自適)하게 되었다. 지역에 문풍을 진작시킨 뒤, 임기만료하게 되어 사헌부지평으로 임명되어 돌아가자 부여현 백성들이 청을 올려 그를 연임(連任)시켜 주기를 청하였지만 청이 받아들여지지 않자, 송덕비를 세우고 시가(詩歌)를 새겨 특별히 기념하였다.
언관으로 있을 때 그의 친구가 이조에 있으면서 인물을 제대로 천거하지 못하자, 그는 조금도 용서하지 않고 이 친구를 탄핵하여 파면시켰다. 1578년(선조 11) 6월 분양(分養)한 말을 길들이지 않은 일로 추고받고 스스로 사직하였다.

#### 계미삼찬과 기축옥사
1579년(선조 12년) 계모상으로 사직하고 3년상을 하였는데, 3년상을 하면서 의절(儀節)을 하나같이 예제(禮制)대로 하였다. 상복을 벗고는 동생 홍경신과 차마 서로 떠나지 못하고 마침내 3년상을 하던 곳에 집을 짓고 같은 원장(垣墻) 안에서 살았다.
한편 1583년(선조 16년) 동인과 서인의 갈등으로 송응개(宋應漑)와 허봉(許篈) 등 여러 사람이 이이(李珥)를 탄핵하면서 이이가 불교승려라고 성토하였다. 이들은 이이를 비판하면서 이이가 장삼입은 승려(緇髡)가 되었다는 과거를 들먹이면서 비판, 배척했고, 그는 이를 두고 이는 군자(君子)가 할 언론(言論)이 아니라며 송응개, 허봉 등을 비판하였다.
1583년(선조 16년) 여름 사헌부장령(司憲府掌令)이 되었다가 1584년(선조 17년) 안산군수(安山郡守)로 부임하였다. 안산군수 재직 중 지방관 근무성적 고과를 최상(最上)으로 받아 수원부사(水原府使)로 영전하였다. 1588년 수원부사로 있을 때 구황(救荒)의 치적을 쌓아 표창을 받았다. 그러나 1588년 조헌 등이 상소를 올려 그를 허봉의 일당으로 비토하기도 했다. 1589년(선조 22년) 정여립의 모반 사건이 발생, 기축옥사로 확대되자 그는 평소 겨울 정여립(鄭汝立)과 가까이 지냈다는 이유로 백유함(白惟諴) 등의 탄핵을 받아 사직하고, 몇 년 동안 집에서 지냈다.
그는 정여립과 가깝게 지냈지만, 정여립의 박학다식에 대해 비판적이었고 잡서를 많이 읽었다 하여 독서인이라 보기는 힘들다는 의견을 드러내기도 했다.

### 임진왜란 전후

#### 임진왜란 직후

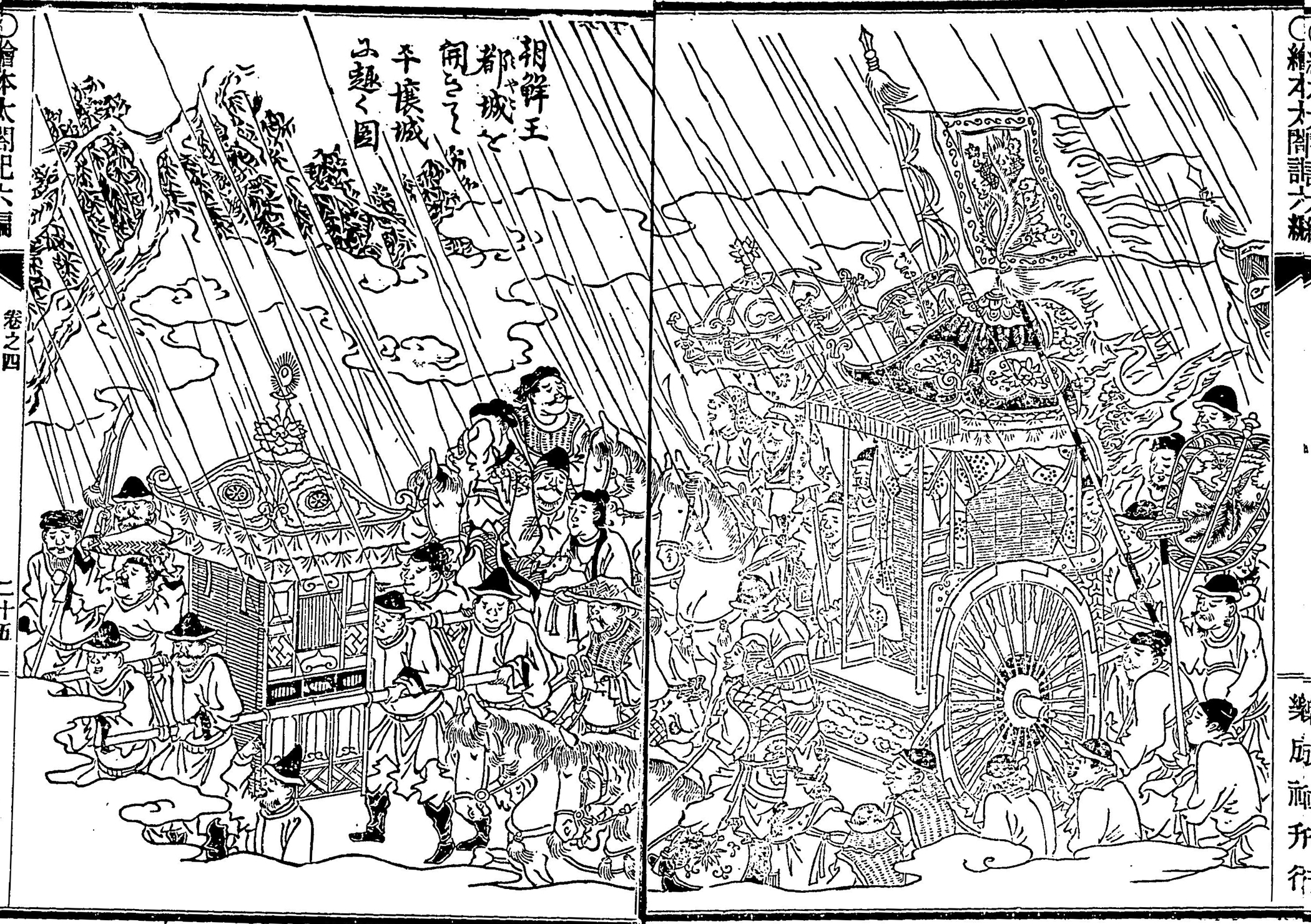
피란길에 오르는 선조의 어가행렬

1592년(선조 25년) 4월 임진왜란이 일어나 4월 30일 선조가 피난을 결심하고 대가(大駕)가 파천(播遷)하였는데, 그는 집이 가난하여 말이 없어 임금의 어가를 호가(扈駕)하지 못하고 걸어서 고양(高陽)으로 갔지만 어가는 이미 떠났으므로, 항상 관서쪽을 바라보며 눈물을 흘렸다 한다. 1592년 가을, 남양(南陽)으로 가서 의병을 일으켜 기포(機捕)를 세우고, 향인(鄕人) 자제들을 거느리고 왜적과 교전하여 이겨, 왜적의 수급(首級)을 참획(斬獲)하였다.
그뒤 파주목사(坡州牧使)에 제수되자 지역의 이름있는 인사에게 의병을 인계하고 파주로 부임하였다.
1593년(선조 26년) 5월 11일 파주목사에 임명, 부임하였다. 당시 파주는 서남(西南)으로 통하는 길목이라 임진왜란 중 혹심한 병화(兵禍)를 입었는데, 이때 명나라 장수가 파주 경내에 들어왔으나 병사들을 이틀 동안을 굶기자, 크게 화를 내면서 새 목사가 오기를 기다리고 있었다. 홍가신이 부임하여 이르러 명함(名銜)을 들이고 만나기를 청하자 명나라 장수가 공의 의도(儀度)가 비범한 것을 보고는 즉시 읍(揖)하면서 말하기를 '고을에 군량이 부족한 것은 모두 고을의 기강이 해이하고 서리(胥吏)들의 죄이다.'하니, 공이 공수(拱手)하며 사례하기를, '죄가 실로 목사에게 있으니, 목사가 어찌 감히 죽기를 사양하겠습니까?'하였다. 그러자 명나라 장수가 두 손을 들면서 말하기를 무릇 인정(人情)은 모두 잘못된 것을 남에게 미루려고 하기 마련인데, 지금 대인(大人)만은 유독 그렇지 않으니 남보다 훨씬 어질다고 하였다.
바로 그는 파주목사로 부임하자마자, 혼란스러운 파주의 민심을 수습하고 병화로 엉망이 된 지역을 재건, 복구하였다. 동시에 체찰사부에 통보하여 쌀 수백 곡(斛)을 얻어 급히 명나라 구원군의 굶주림을 해결하였다. 얼마 뒤 서생(書生)인 그가 군무(軍務)를 맡아 적을 막는 것이 합당하지 못하다고는 조정의 의논에 따라 파주목사직에서 체직되고 무신(武臣)을 대신 임명되었다. 그가 파주를 떠나는 날 고을 백성들이 노소 없이 나루까지 나와 울부짖다가 돌아갔다 한다. 면직된 뒤 호우(湖右)로 가서 우거하였는데, 이때 온집안 식구가 굶주렸지만 그는 전혀 개의치 않았다.
1593년(선조 26년) 선조의 어가가 환도(還都)하자 그는 만언소(萬言疏)를 올려 학교(學校)의 규모 및 난리가 일어나게 된 이유와 회복할 대책 세우기를 상소하였다. 이듬해 봄 특지(特旨)로 홍주목사(洪州牧使)를 제수되었다. 이때 김응남(金應南)이 다른 사람에게 말하기를 "내가 처음에 홍모(洪某)의 상소문을 보고는 나도 모르게 몸이 오싹해져 터럭이 일어났다. 그런데도 선조께서 그에게 죄를 주지 않았을 뿐만 아니라 큰 고을을 제수하니 가위 훌륭한 임금에 훌륭한 신하라 하겠다."라고 하였다.

#### 홍주목사 재직 시절
이때 광해군(光海君)이 감무(監務)가 되어 전주(全州)를 거쳐 홍주에 도착했는데, 광해군을 따르며 호위하는 문무 관원들이 각자 처자를 끌고 다니며 갖가지로 민폐를 끼치거나, 토색질을 하였다. 홍주에서 광해군을 시종하는 내시, 관원들이 위세를 부리려 하자 그는 일체 억제하고 광해군에게 전하여 못하도록 막았으며, 법과 공무에 따라 지급하는 외에 사사로이 1문(文)의 돈도 주지 못하도록 향리들을 단속하자, 궁인(宮人)들과 내시(內侍) 무리들이 그를 미워하여 유언비어(流言蜚語)를 퍼뜨려 비방하였지만 그는 끄떡도 하지 않았다.
임진왜란이 쉽게 해결되지 않고 명나라, 일본간의 협상 타결의 기미가 보이지 않자, 바닷가의 지방관들은 다투어 선박을 마련해 자기 가족들을 만일의 사태때 피신시키려 했지만 그는 유독 전혀 그런 일을 하지 않았다. 사람들이 혹 그 까닭을 물으면 그는 "혹시 불행한 일이 있게 되면 나는 나라를 위해 죽고 처자는 나를 위해 죽을 것이거늘, 어찌 미리 몸을 온전히 하여 처자를 보호할 계책을 하겠는가?"하자, 듣는 자들이 감탄하였다 한다.
1596년(선조 29년) 명나라 사신 이종성(李宗誠), 양방형(楊邦亨)이 일본의 도요토미 히데요시를 제후로 봉하여 회유하는 일로 조서(詔書)를 가지고 조선에 왔다. 이때 그가 원접사의 차관(差官)으로 임명되어 접대(接待)업무를 맡아 전의현(全義縣)으로 갔다. 이때 관찰사 이하 각고을 수령들이 모두 이르러 길목에 열좌(列坐)해 있었다. 명나라 장수가 자기 마음에 들지 않는 일이 있어 군교(軍校)를 풀어 마구 위협하자 여러 수령들이 모두 놀라 도망쳐 숨자, 그는 홀로 무릎을 꿇고 엄숙하게 앉아서 꼼짝하지 않았다. 한 명나라 관인(官人)이 한참 주시하다 군교를 꾸짖어 물러가게 하고는 지필(紙筆)을 찾아 써서 전하여 보였는데, 그는 명나라 사신의 장서기(掌書記) 장방달(張邦達)이었다. 장방달은 내가 천하의 선비를 본 것이 많지만 공과 같은 자는 드물다 하고는 인하여 앞으로 와서 무릎을 쓰다듬으며 말하기를, 매번 그렇게 무릎을 꿇고 앉아 있으면 고통스럽지 않은가?라고 하며 일으켜세웠다. 이때부터 그는 명나라 사신들과 끊임없이 왕래하였는데 특히 장방달은 그에게 은근한 정을 나타냈으며, 작별하면서는 예물을 보내 주었다. 장방달은 문장을 잘하고 사람의 관상을 잘 보던 인물이기도 했다 한다.
1596년(선조 29년) 7월 16일 다시 홍주목사에 재임명되었다.

#### 이몽학의 난
그해 가을 충청도에서 왕족 출신으로 추정되는 이몽학(李夢鶴)이 민심의 동요를 틈타 거병, 어리석은 백성을 꾀어 무리를 이룬 것이 1만여 명이나 되었다. 충청도 내 여섯개군(郡)을 함락시키고 두 수령을 사로잡은 뒤 경성(京城)으로 향하려 하자 인근지역이 혼란에 빠졌다. 당시 홍주목의 당시 병력은 수백 명에 불과했는데 성(城)이 작고 낮아서 의논하는 자들이 그에게 성을 버리고 임금에게 가서 근왕(勤王)하기를 권하였다. 그가 탄식하기를 "나라를 지키는 신하는 성곽(城郭)이나 봉강(封疆)에서 죽는 것이 옛날의 제도이다. 내가 명을 받고 이 땅을 지키는데, 급하다고 해서 어찌 떠나겠는가?"라고 하였다. 또 이때 일부 인사들은 그에게 처자를 내보내 피하도록 권하였으나 그는 모두 듣지 않으며 성밖에 있는 자손과 친척을 다 성안으로 불러 모아 문을 닫고는 함께 죽을 뜻을 보이자, 여러 사람들의 마음이 더욱 굳게 되었다.
이에 사졸을 나누어 성을 지킬 계책을 세웠다. 수군절도사 최호(崔湖)가 진(鎭)에 있으면서 그에게 영(營)으로 오라는 격문(檄文)을 보내자 그가 따르지 않으면서 말하기를, "홍주는 호서의 목구멍과 같은 곳인데 내가 한 걸음만 물러나도 적이 반드시 이긴 시세를 타게 될 것이다." 하고는 오히려 수군절도사 최호를 그곳으로 오게 해 함께 주성(州城)을 지키자고 하니, 최호가 따라서 남포(藍浦)와 보령(保寧)의 현감과 군사들을 인솔, 군사를 거느리고 홍주로 도착하였다.
그는 수사 최호와 성을 나누어 지키면서, 최호에게는 온전한 곳을 주고 자신은 틈이 있는 곳을 맡아 친히 군사들을 독려하고, 그릇을 들고 음식을 나누어주며 죽음으로써 지킬 것을 맹세하자 군사들이 감격하여 눈물을 흘렸다. 며칠이 지나 이몽학 군이 홍주에 도착, 보루를 압박해 진을 치고 세 곳에 나누어 주둔하여 혹 말을 달려 돌진하여 위세를 보이기도 하고, 혹은 흩어져서 홍주성을 포위하는 형상을 지으며 갖가지로 공갈하였다.
그는 성안에서 조용히 아무 소리를 내지 못하게 하고, 망루(望樓)를 엄히 하고, 병력의 부오(部伍)를 정돈하여 침범할 수 없는 형세를 보이니 적이 계책이 궁해지고 기가 꺾여 머뭇거리며 물러가려고 하였다. 날이 저물고 비가 내리자 적이 동네 사이로 흩어지면서 매우 소란해졌다. 공이 말하기를, "오합지졸(烏合之卒)인 적도(賊徒)들이 소란을 떠니 격파할 수 있다."하고는 관아 울타리를 뜯어내고 무고(武庫)에 보관된 대나무로 횃불을 만들어 성첩(城堞)을 지키는 군졸에게 주고 또 궁노수(弓弩手)를 수백 명을 선발해 성을 나가 볏논 속에 매복해 있게 하면서 경계하며 성안에서 불을 들어 신호하기를 기다린 뒤. 밤중이 되어 홍주성 성첩을 지키는 자들이 세 번 불을 들어 신호를 보내고 또 성 위에서 화전(火箭)을 쏘아 이몽학군이 머물고 있는 막사를 불태우자 거센 바람을 타고 불길이 맹렬하게 솟았다. 이때 그는 성안에서 북을 울려 위세를 돋우니 천지가 진동해서 이몽학군이 놀라 소요하였다.
그때 그가 보낸 궁노수 수백 명이 일시에 모두 일어나 활을 쏘아 이몽학군을 사살하자, 이몽학군은 크게 패주(敗走)하기 시작하였다. 그는 효장(驍將) 박명현(朴名賢) 등을 보내 패주하는 이몽학군을 추격해 모조리 사살했다. 이때 도주하던 이몽학을 그 부하 임억명(林億明)이 배신하여 사살, 이몽학의 목을 베어 죽여 그에게 바쳐 난은 종결되었다.
1599년(선조 32년) 임기만료로 홍주목사에서 체직되었다.

#### 전란 종결 직후
홍주목사에서 체직되어 떠날 때 행장(行裝)이 쓸쓸하여 집안에 조석 끼닛거리가 없어, 홍주 백성들이 그에게 특별히 보리 수십 곡(斛)을 보내 주었으나 그는 받지 않다가 굳이 청한 연후에야 1곡만 남겨 두고 나머지는 홍주목으로 되돌려보냈다. 이때부터 선조가 여러 차례 벼슬을 내렸으나 모두 사양하고 나아가지 않다가 1600년(선조 33년) 첨추(僉樞)에 임명되자 사은(謝恩)하고 부임하였다.
얼마 후 해주 목사(海州牧使)에 제수되었는데, 이때 어느 재상이 선조(選曹)의 한 낭관을 통해 해주가 근무하기 어려운 험지라고 그에게 귀띔해주었다. 낭관은 재상의 뜻으로 그에게 권하기를, "해주는 여러 왕자(王子)와 귀주(貴主) 12궁(宮)에서 소유한 전장(田庄)이 한 고을 안에 모여 있으니, 이 지역은 수령 노릇 하기가 어찌 어렵지 않겠는가? 그러니 사직하고 부임하지 않는 것만 못하다."고 귀띔해주었다. 그러나 그는 어려운 일을 하는 것이 신하의 직분(職分)이라 답하고는 결국 해주로 부임하였다.
해주에 부임하자 아전이 말하기를 근래의 예(例)가 수령이 처음 도임하게 되면 먼저 여러 궁을 찾아뵌 다음 취임합니다 하였지만 그는 따르지 않고 먼저 해주목사로 부임한 후에 여러 궁을 찾아뵈었다. 해주목사 재직 시 향리가 말하기를, 전에는 반드시 별도로 여러 궁에 진헌(進獻)하는 물건이 있고, 또 왕자와 의빈(儀賓)을 위로하는 예(禮)를 베풀었다고 하자, 그가 답하기를 "궁궐과 자주 교통하는 것은 사대부(士大夫)의 염치를 해치는 것인데, 더군다나 한 고을의 땅으로 여러 궁을 받들고 군수(軍需)를 바치느라고 백성들의 힘이 탕갈되어 있다. 그런데도 몸을 용납하고 지위를 보전하려는 모습을 보이려고 나는 그런 짓은 차마 하지 못하겠다."하였다. 그는 마침내 해주목사직을 임기를 채우지 못하고 사직하고 되돌아왔다.

### 공신 책록
1601년(선조 34년) 5월 행 부호군에 제수되었으며, 공신 녹훈 도감에서 그를 다시 녹훈하고, 서용의 명령이 내려지자 이해 5월 21일 그는 상소를 올려 도감혁파와 자신의 서용을 취소해줄 것을 청하였지만 선조가 듣지 않았다.
| “ | 호종한 여러 신하들과 역전한 장사(將士)들을 녹훈하는 일에 대해서는, 원훈 대신들이 이미 사퇴하였으니, 역적을 토멸(討滅)한 공신을 이미 등제하여 계하한 다음 그대로 국(局)을 설치하였으나 독자적으로 담당하는 것은 사리에 매우 어긋납니다. 더구나 호종하여 익운(翊運)한 막대한 공도 이처럼 때가 아니라 하여 정지하였으니, 구구한 잗단 노고는 본래 기록할 실적도 없는데 공로에 보답하는 은전이 도리어 위의 두 가지 공보다 앞에 있으니 더욱 미안합니다. 응당 행해야 할 절목을 아직 다 거행하지 않았으니, 현재로서는 이르러 정파하여도 실로 방해될 것이 없습니다. 바라건대, 성자께서는 도감의 설치를 혁파하고 신을 서용하라는 명을 환수하게 하시면 매우 다행이겠습니다. 扈從諸臣, 力戰將士錄勳事, 大臣元勳, 旣已辭退。 討逆功臣, 雖已等第啓下, 而仍爲設局, 獨自擔當, 事理甚乖。 況扈從翊運, 莫大之功, 而猶且以非時停止, 則區區微細之勞, 本無可紀之實, 而酬勞之典, 反居二功之先, 尤極未安。 應行節目, 時未盡擧, 及今停罷, 實無妨礙。 伏乞聖慈, 命罷都監之設, 還收臣敍命, 不勝幸甚 | ” |

1602년(선조 35년) 이몽학의 난을 진압한 공로로 청난공신에 책록되어 영원군(寧原君)에 봉해졌다. 명을 받고 한성에 가서 상소하여 사양하였다.
"이몽학의 오합지졸은 뿌리가 없어 특히 가식(假息)하고 있는 혼(魂)이요 솥 안에 든 물고기였을 뿐이니, 망하지 않고 무엇을 기대하겠습니까? 신이 홍주성을 지킨 것은 신하의 직분을 한 것이니 기록할 만한 무슨 공로가 있겠습니까? 황공하여 감히 사양하겠습니다."
그는 두 번이나 공신책록을 사양하는 상소를 올렸지만 선조가 허락하지 않고 공신에 책록하였으며, 바로 장례원판결사(判決事)를 제수하였다. 이후 주역(周易)을 교정하는 주역교정청(周易校正廳)에 참여하여 당상(堂上)에 겸직되었고, 형조참판으로 전직했다가 강원도관찰사(江原道觀察使)에 제수되었는데, 이때 공신 도감(都監)에서 아직 공신 녹훈(錄勳)을 마치지 못했다고 아뢰어 강원도관찰사 부임이 보류되고, 곧 체직되었다. 얼마 후 한성부 우윤 겸 금오당상(漢城右尹兼金吾堂上)이 되었다.

### 관료 생활 후반
금오 당상(金吾堂上)이 되었을 때, 어떤 정승이 임진왜란 당시 일본군에게 함락되어 붙잡히면서 일본군에게 스스로를 신하라 일컬었다 하여 누군가 이를 목격하여 증언, 임진왜란 때의 일로 죄를 입고 유배되었다가, 그 아들이 상소해서 방귀 전리(放歸田里)해 주기를 빌자 조정에 내려 이 대신의 석방을 청하였다. 여러 당상들이 인정(人情)에 끌려 그 청을 따르려고 했는데 그가 윤기(倫紀)에 관계된 죄라 하여 반대하자 그 일이 마침내 중지되었다.
한번은 한재(旱災)가 들어 원옥(冤獄)을 다스리게 되었는데, 한 고관이 뇌물을 받고 이 정승을 풀어주려다가 일이 발각되어 신문(訊問)하게 되었다. 여러 사람의 의논이 뇌물을 준 고관과 이 정승을 구해 주려고 하자 그는 말하기를 법으로 보아 뇌물 수수의 죄는 절대 용서해서는 안된다며 거절했다. 뇌물을 준 고관의 형이 그와 인척간 이어서 평소 좋게 지냈는데, 이 인척이 그를 찾아와 동생을 위해 울면서 애원(哀願)하자 그는 그 뜻을 슬프게 여겨 울먹이면서도, 사사로운 정(情)으로 공의(公議)를 덮을 수 없다며 끝내 들어주지 않았다.
1604년(선조 37년)에 자헌대부(資憲大夫)로 승품(陞品)되자 그는 사양하였으나 선조가 이를 허락하지 않았다. 얼마 후 형조판서에 임명되고 경연특진관으로 경연에 입시(入侍)하였다. 그때에 선조가 오랜 동안 병석에 누워 신하들이 다투어 약방문(藥方文)을 올렸다. 그러나 그는 약방문 대신 선조에게 진언하기를, "옛사람이 말하기를 병을 고치는 것은 나라를 다스리는 것과 같아서 임금이 바르면 나라가 다스려지듯 마음이 오장 육부(五臟六腑)와 모든 맥(脈)의 주인이 됩니다. 그러니 모름지기 마음을 깨끗하게 갖고 욕심을 적게 해 병의 본원(本源)을 기르면 모든 병을 고칠 수 있으니, 한갓 약이(藥餌)만으로 해서는 안 됩니다." 하니, 듣는 사람들이 모두 비유를 잘했다 하였다.
형조판서로 있으면서 불법을 저지른 궁노 몇 명을 붙잡아 곤장을 쳐서 죽였다.
1605년(선조 38년) 가을에 한성과 경기도에 홍수가 나서 물에 떠내려가 죽은 사람과 가축이 매우 많았다. 그가 특별히 입대(入對)하여 재변을 부른 까닭을 매우 간절하게 말하였는데 그때 오억령(吳億齡)이 함께 경연(經筵)에 입시했다가 나와서 사람들에게 말하기를, 진언한 바가 간절한 맛이 있었으니, 참으로 독서(讀書)한 사람이라 하였다. 이때에 그는 이미 벼슬에서 물러나 쉴 뜻을 두고 있어 사람들에게 말하기를, "우리나라 사대부들이 나이가 되어도 일찍이 벼슬을 사양하고 물러나는 자가 없으니, 너무 심하게 부끄러운 줄을 모른다"고 하였다.
1603년 7월 21일 개성부유수(開城府留守)로 나갔는데, 개성의 고사(故事)에 매양 조사(詔使)가 도착하면 쓸 은(銀)과 인삼(人蔘)을 도착하기 전에 미리 저자에서 사들여 관고(官庫)에 보관해 두었다가 사용하였다. 그가 개성부에 부임하여 재물은 기름진 것이어서 가까이하면 사람을 더럽힌다며 장사꾼으로 하여금 예단(禮單)의 숫자를 헤아린 뒤, 해당 사령이 도착할 때에 임하여 사들여 쓰도록 하면서 아전들이 관여하지 못하게 하여, 백성들이 매우 편리하게 여겼다.
여러 궁노(宮奴)들이 세력을 믿고 강탈(强奪)하며 각 궁에서 소유한 토지인 궁전(宮田)이 있는 곳마다 나타나, 이런저런 요구를 하여 백성들이 살아가지 못하게 되었다. 그가 지방관으로 부임할 때는 궁노들이 민폐나 강탈같은 행동을 하면 한결같이 법으로 다스려, 이때부터 궁노들이 두려워 피하면서 그의 임지에는 접근하지 못하였다. 이보다 앞서 그가 형조판서로 있으면서 불법을 저지른 궁노 몇 명을 붙잡아 곤장을 쳐서 죽인 일이 있어, 대개 궁노나 향리들이 이를 알고 그를 더욱 꺼렸다. 1603년 8월 30일 경연특진관에 제수되었다.

### 생애 후반

#### 질병과 은퇴
1605년(선조 38년) 3월 12일 형조판서에 임명되고 3월 14일 정헌(正憲)으로 가자되었으며 경연특진관을 겸하였다. 그해 12월 10일 다시 개성부유수에 임명되었다가 1606년 8월 25일 사직하고 영원군으로 전직되었다.
그는 일찍이 화공(畵工)에게 중국 당나라 도연명(陶淵明, 도잠(陶潛))의 귀거래도(歸去來圖)를 그려달라 부탁하여, 이를 벽에 걸어놓고 아침 저녁으로 눈여겨볼 거리로 삼았었는데, 이때 가을 풍병에 걸려, 병으로 인해 상소하여 사직을 청하자 선조가 이를 허락하였다. 그는 그날부로 바로 예성강(禮成江)에서 배를 타고 황해를 거쳐 그의 전토가 있는 아산(牙山)으로 내려갔다.
1607년(선조 40년) 봄 선조가 각 공신(功臣)들을 불러 공신에게 연회를 베풀면서 선조의 분부로 부름을 받았지만 그는 병 때문에 조정에 나아가지 못하고 사양하는 차자(箚子)를 올려 사례하였다. 이때 그는 16자(字)로써 풍유(諷諭)의 글을 만들어 올렸다.
덕을 닦아 자강하고(修德自强)
마음을 깨끗이 해서 기운을 기르고(淸心養氣)
현인과 친하게 지내고 아첨하는 자를 멀리하고(親賢遠佞)
하늘을 두려워하며 백성을 보호하라.(畏天保民)

1607년 여름, 그는 당나라, 송나라의 구례(舊例)에 의해 치사(致仕)하기를 청하였지만 선조가 허락하지 않았다. 1607년 가을, 풍비질환(風痺疾患)을 심하게 앓자 선조가 직접 의원을 보내 병구완하며 약물(藥物)을 보내니, 그가 감격하여 눈물을 흘리며 진사(陳謝)하였다. 1608년(선조 41년) 선조가 승하하자 그는 와병중인데도 통곡하며 실려 가서 도성에 들어가 선조의 빈소에 임곡(臨哭)하고 돌아왔다.
광해군이 즉위하자 이후 장례원정, 한성부우윤 겸 지의금부사 등을 지냈다. 광해군 즉위 초년에 우복 정경세(愚伏 鄭經世)의 구언(求言)에 응하여 그는 봉사(封事)를 올려 왕실 외척들과 권귀(權貴)들이 권력을 남용하려 한다며 이들을 물리칠 것을 상소했다가 광해군의 진노를 사서 크게 견책(譴責)하려고 하였다. 그가 이 소식을 듣고는 '호오(好惡)는 공평하게 하고 직언(直言)을 받아들이라'고 다시 상소문을 올리며 이해를 구하자, 광해군은 이는 특정 당여(黨與)를 옹호하기 위해 한 말이 아니냐며 그를 의심하였다.

#### 광해군 즉위 초반
1610년(광해군 2년) 9월 오현(五賢)의 문묘종사(文廟從祀)가 있었다. 종래 문묘에 모셔 오던 선현들 외에 새로 김굉필, 정여창, 조광조, 이언적, 이황을 문묘에 모시는 결정을 내린 것이다. 이때 5현 종사에서 조식이 제외되자 정인홍(鄭仁弘)은 사직상소를 올리면서 그는 이언적(李彦迪)과 이황(李滉)의 문묘종사가 부당하다고 말하였다. 도리어 그는 이황이 스승 조식을 비난했던 것을 언급하며 스승 조식을 변호하였다.
이때 정인홍이 회재 이언적과 이황을 비판하자 경외의 많은 선비들이 번갈아 글을 올려 배척하면서 남명 조식(南冥 曺植)을 비판했다. 그러자 그는 조식까지 비판하는 것은 옳지 않다며 이는 장사꾼이나 여자들의 다투는 말과 무엇이 다른가? 다만 두 현인의 도덕(道德)과 행의(行誼)를 밝히면 사설(邪說)은 저절로 잠잠해질 것인데, 어찌 반드시 그렇게까지 해야 하는가? 남명 조식이 세상을 피해 은거한 고치(高致) 역시 훌륭하다 하여 일축시켰다.
1610년(광해군 2년) 형조판서가 되었지만, 나이가 많은 것을 이유로 들어 다시 치사(致仕)를 청하여 광해군의 허락을 받았다. 그러자 심희수(沈喜壽)가 편지를 보내 하례(賀禮)하기를 근세 사대부(士大夫)로 명절(名節)을 보전해서 시종 흠이 없기로는 선생을 으뜸으로 삼아야 한다.'며 칭송하였다. 그는 사직소를 올린 후 바로 배편으로 아산으로 내려왔다. 그는 병으로 와병중인 상태였지만 선비들과 청년, 학생들이 찾아오면 그들에게 글을 가르쳤으며, 자세의 흐트러짐이 없었다.

### 최후
1610년 겨울에 홍양(洪陽)에 어가가 머물 때의 시종한 공로로 숭정대부(崇政大夫)에 특별 승진되자 간절히 사양했으나 윤허하지 않았다. 그 해 공신 회맹연(會盟宴)에 다시 소환하여 참석하게 했으나, 노병(老病)으로 사양하였다. 그는 병이 위독해졌는데도 병석에 누워서 손수 소세(梳洗)하고, 의관(衣冠)을 정제하고는, 혹 부축을 받아 일어나 옷깃을 단정히 하고 꿇어앉아 정신과 안색이 조금도 변하지 않았다. 1611년 자신이 관직에서 물러났는데도 녹봉을 받는 것은 옳지 못하다며 상소하였지만 광해군은 훈신이라서 주는 것이라며 거절하지 말라 하였다.
만년에 그는 《주역 (周易)》 읽기를 즐겨 늦게까지 읽느라 잠드는 일을 잊기까지 하였다. 책상과 자리를 정돈하고 무릎을 모으고 단정히 앉아서 마음을 가라앉히고 시문(試文)의 의미(意味)를 잘 생각하고 그 뜻을 생각하기를 게을리 하지 않았다. 배우러 온 후진(後進)은 재주에 따라 가르쳐 주고, 자신이 미치지 못한 바를 억지로 설명하려 하지 않았다.
저서로는 《만전집 (晩全集)》과 《만전당만록》등이 있다. 1615년(광해군 7년) 봄 병석에 누워 위중하였는데, 그때 마침 부인 재령이씨가 먼저 사망하였다. 병석에서 부인의 죽음을 접하고 슬피 곡읍(哭泣)하느라 병이 더 심해져 그해 6월 14일에 아산의 사제에서 풍병과 노환으로 사망하였다. 운명하는 날은 날이 흐려서 갑자기 우레가 진동하고 번개가 치는 중에 운명했다 한다.

### 사후
1615년(광해군 7년) 7월 24일 증 대광보국숭록대부 의정부우의정(大匡輔國崇祿大夫議政府右議政) 겸 영경연사 감춘추관사 세자부(兼領經筵事監春秋館事世子傅)에 추증되고 영원부원군(寧原府院君)에 추봉되었다.
임시로 인근에 매장되었다가 다시 1616년(광해군 8년) 6월 아산군 남면 대동(大洞) 오향(午向) 언덕에 장사지냈고, 그가 죽자 광해군은 조회를 파하고 관물(官物)을 내려 예장하게 하여 공신(功臣)의 예에 따라 관물(官物)로 장례를 치루었다. 신도비문은 용주 조경(龍洲 趙絅)이 썼다.
아산(牙山), 온양(溫陽) 두 고을 선비들이 사당(祠堂)을 세워 제사지내고, [아산]] 인산서원(仁山書院), 온양 정퇴서원(靜退書院)으로 사액되었다. 후대에 홍주(洪州)의 사림은 홍성군 홍성읍 월산리 백월산(白月山)에 그의 사당을 세우고 홍주정난사(洪州靖難祠)라 하였다. 또한 그의 비석을 세워 공(功)을 기렸으며 특별히 '청난비(淸難碑)'라고 불렀는데, 용주 조경이 그 비문을 지었다.
갈암 이현일(李玄逸)이 그의 시장을 상소했으며, 1693년(숙종 19년) 1월 2일 숙종으로부터 문장(文莊)의 시호가 추서되었다.
그의 후손들은 그의 집안에 전해지던 교지들을 보존해 왔고, 2011년 7월 20일 그의 집안 교지는 지방 유형문화재 제219호로 지정되고, 2014년 1월 20일에는 보물 제1815호로 지정되었다.

## 저서
- 《만전집 (晩全集)》
- 《만전당만록 (晩全堂漫錄)》

## 가계
증조부는 연산군때 무오사화로 화를 입은 김종직의 제자 이조참의 홍한(洪瀚)이다.조부는 조선 최초의 구황서 충주구황절요를 지은 내섬사 판윤 홍윤창이며,아버지는 장원서 장원을 지낸 홍온이다.
충무공 이순신과 사돈관계이니, 아들 홍비(洪棐)는 충무공 이순신의 사위이다.아들 홍영은 허성의 사위이다.손자로는 판서에 오른 홍우원과 태백오현으로 불천위에 오른 학자 홍우정, 청백리의 귀감이 되는 홍우량이 있다. 증조부 홍한의 조카카 중종 때에 부자 정승인 아버지 홍언필이고, 홍섬은 그의 아들로 홍가신에게는 재종숙부가 된다.
- 조부 : 홍윤창
- 아버지 : 홍온(洪昷)
- 어머니 : 흥양신씨(興陽申氏), 군수 신윤필(申允弼)의 딸
  - 동생 : 홍민신(洪敏臣)
  - 동생 : 홍경신(洪慶臣)
- 계모 : 성씨
- 부인 : 재령이씨(載寧李氏, ? ~ 1615년), 별제(別提) 이형(李衡)의 딸, 관찰사 이맹현(李孟賢)의 4대손
  - 아들 : 홍은(洪檃), 현감
  - 아들 : 홍영(洪榮, ? ~ 1624년 4월 20일), 한성부서윤(庶尹)
    - 손자 : 홍우정(洪宇定, 1593년 ~ 1654년)
    - 손자 : 홍우관(洪宇寬)
    - 손자 : 홍우원(洪宇遠)
    - 손자 : 홍우량(洪宇亮)
    - 손자 : 홍우굉(洪宇宏)
    - 손녀사위 : 이위경(李偉卿)
    - 손녀사위 : ?

  - 아들 : 홍절(洪楶), 참봉
    - 손자 : 홍우숙(洪宇肅)
    - 손녀사위 : 이해(李澥), 함릉부원군(咸陵府院君)

  - 아들 : 홍비(洪棐), 업유(業儒), 증(贈) 참판(參判)
    - 손자 : 홍우태(洪宇泰)
    - 손자 : 홍우기(洪宇紀)
    - 손자 : 홍우형(洪宇逈)
    - 손자 : 홍진하(洪振夏)

  - 아들 : 홍계(洪棨), 업유(業儒)
  - 딸 : 남양홍씨
  - 사위 : 심천정(沈天挺), 판관
  - 딸 : 남양홍씨
  - 사위 : 신용(申涌), 감사
    - 외손자 : 신득홍(申得洪)
    - 외손자 : 신득명(申得溟)
- 외할아버지 : 신윤필(申允弼)
- 기타
  - 홍언필, 재종조부
  - 홍언광, 재종조부
  - 홍섬, 재종숙
  - 홍담, 재종숙

## 평가
실록에는 그가 청간(淸簡)하고 욕심이 적으며 직분을 다하려고 힘써 직책을 맡는 곳마다 모두 치적이 있었다고 하였다.
그는 후대인들의 요란한 평가를 원치 않아 스스로 자명을 남겼는데, "인생 백 년이 당돌한지라 방종하지 않았고, 오동나무에 명월이요, 버드나무에 청풍갔았다"고 짧게 자평하였으며 이몽학의 난을 진압하는데 참여했다며 서너 줄 간략하게 서술하였다.

## 기타

### 이기일원론 옹호
그는 성리학에도 깊은 관심을 기울였다. 그는 서경덕의 문하이자 퇴계 이황의 문하였는데도 이기이원론을 거부하고 이기일원론(理氣一元論)을 옹호하였다. 이기(理氣)의 본질은 우주의 본질로서 기와 이로 보았다. 그는 이와 기는 서로 순환한다고 보고, 따라서 이과 기가 하나라고 보았다. 그는 이와 기가 서로 순환하는 과정에서 만물이 생성하며 음양으로 조화, 분리된다고 보았다. 따라서 그는 이기일원론에 동조하였다. 그는 어릴 때부터 뛰어난 재주로 민순, 허엽, 이황의 문하에 출입할 때 사문(師門)의 촉망을 받았다.
그는 또 사후세계를 허황된 것이라 보고, 불교나 노장 사상을 배격하였다. 생사(生死)의 분리(分離)를 주장하는 노자철학이나 사후세계론, 인간의 생명을 허무적멸(虛無寂滅)로 떨어뜨리는 불교관을 비판했다.

### 정여립 관련
정여립(鄭汝立)과는 비슷한 연배로 그의 친구 중의 한 사람이었다. 어떤 사람과 대화하던 중 정여립이 박학 다문(博學多聞)하다고 칭찬했지만 그는 대답하지 않았다. 그 손님이 가고 나자 동생 홍경신(洪慶臣)이 그 까닭을 묻자 그가 말하기를 나는 잡서(雜書)를 많이 보았다고 해서 독서인(讀書人)이라고 하는 말을 듣지 못하였다 고 답하였다.
정여립이 그를 수원(水原)으로 찾아와 만났을 때 대화하던 중 그 말이 주자 비판까지 가게 되었다. 정여립은 주자가 수학(數學)에는 밝지 못하다고 하는 말을 듣자, 이후로는 정여립이 훌륭한 선비가 아니라고 여겨 다시는 만나지 않았다. 그러나 정여립이 기축옥사로 역모로 몰려 죽었지만 그는 그 기미(幾微)를 먼저 낯빛에 나타내지 않았다.

### 이발의 장례 주관
기축옥사 당시 이발(李潑)의 형제는 정여립의 난에 참여하지는 않았으나 모함을 받아 유배되었다가 후에 장폐(杖斃)되었다. 이발 형제가 죽자 사람들이 모두 화를 두려워해 서로 아무 말도 하지 못했으나 그는 이발을 불쌍하게 여겨 탄식하였다.
이발이 유배될 때에는 찾아가 자신의 도포를 벗어 이발에게 주었다. 이발 등이 죽어자 그는 찾아가 자신의 옷을 벗어 시신을 덮어주었다. 또 친히 이발의 장례와 염을 하려 하자, 그의 자제와 친척들이 모두 눈물로 말렸으나 그는 탄식하기를 "내가 그의 억울함을 아는데, 어찌 차마 화복(禍福)으로 내 마음을 바꾸겠는가?"라고 하였다. 그는 이발 등의 염(殮)을 해서 장사지내 주었다.

## 관련 문화재
- 홍가신 청난공신 교서 및 관련 고문서 - 보물 제1815호
- 홍가신 초상 - 충청남도 문화재자료 제405호